# Biserica de lemn „Sf. Nicolae” și monumentele funerare ale proprietarilor Goilov
Biserica de lemn „Sf. Nicolae” și monumentele funerare ale proprietarilor Goilov este un ansamblu arhitectural amplasat în Păulești, raionul Călărași, Republica Moldova. Este un monument de artă și arhitectural de importanță națională inclus în Registrul monumentelor Republicii Moldova ocrotite de stat cu nr. 198 (raionul Călărași). Datează din 1887.

## Istorie
Biserica Sf. Nicolae din Păulești este construită în anul 1887. În anii 1880, boierul Goilov a dăruit din moșia sa, credincioșilor un petic de pământ pe care în 1887 s-a construit biserica satului. În pofida încercărilor comuniste de a închide biserica, preotul Anton Tudoreanu (1944-1957) săvîrșea servicii divine. O perioadă de 30 de ani biserica a fost închisă (1958-1988). Cu ajutorul oamenilor din sat biserica funcționează.